# Plaza del Ferrocarril
La plaza del Ferrocarril (en finés: Rautatientori; en sueco: Järnvägstorget) es una plaza abierta en el centro de Helsinki, inmediatamente al este de la estación de tren central de Helsinki en Finlandia. La plaza sirve principalmente como estación de bus secundaria de Helsinki (la principal esta en el Centro Kamppi). La plaza esta frente a la parte este de la estación de tren, con dos entradas ornamentadas: una más grande para el uso público, y una más pequeña exclusiva para el Presidente de Finlandia y sus invitados oficiales.
A un lado de la plaza se encuentra la entrada a la estación central de trenes y la estación de metro Rautatientori y cerca a la esquina opuesta se encuentra la entrada a la estación de metro de Kaisaniemi.